# فردریکای هانوفر
فدریکای هانوفر (انگلیسی: Frederica of Hanover; ۱۸ آوریل ۱۹۱۷ – ۶ فوریهٔ ۱۹۸۱) اهل آلمان بود. وی ملکه و همسر پائول یونان بود.
وی همچنین برندهٔ جوایزی همچون لژیون دونور (صلیب بزرگ) شده‌است.